# إرفينغ كوفمان
إرفينغ كوفمان (بالإنجليزية: Irving Kaufman)‏ هو مغني أمريكي، ولد في 8 فبراير 1890 في سيراكيوز في الولايات المتحدة، وتوفي في 3 يناير 1976 في إنديو في الولايات المتحدة.

## وصلات خارجية
- إرفينغ كوفمان على موقع IMDb (الإنجليزية)
- إرفينغ كوفمان على موقع ميوزك برينز (الإنجليزية)
- إرفينغ كوفمان على موقع أول ميوزيك (الإنجليزية)
- إرفينغ كوفمان على موقع ديسكوغز (الإنجليزية)